# Лжерадужница шелковистая
Лжерадужница шелковистая (лат. Plateumaris sericea) — вид жуков из семейства листоедов.

## Описание
Металлически блестящие жуки длиной 6,5-10,5. Окраска чрезвычайно изменчива: бронзовая, зелёная, синяя, чёрная, медная, фиолетовая, красная, жёлтая. На голове надглазничная борозда нечеткая. Переднеспинка более или менее квадратное, иногда длина её больше ширины. Срединная линия переднеспинки может быть или четкой и глубокой, или она слабо намечена, очень неглубокая. Поверхность надкрылий морщинистая. Бёдра и голени полностью металлически-блестящие. Бёдра задних ног обычно с выступающим острым зубцом, но изредка этот зубец не выражен или отсутствует. Вершина пигидия самца обычно с выемкой.

## Биология
Встречается по берегам рек и озёр. Питается осокой, ситником, пушицей, камышом.

## Распространение
Широко распространён от Западной Европы до Восточной Азии, а также на Севере Африки (Алжир).